# Newe Ur
Newe Ur (hebr. נווה אור; ang. Neve Ur) – kibuc położony w Samorządzie Regionu Emek ha-Majanot, w Dystrykcie Północnym, w Izraelu. Członek Ruchu Kibuców (HaTenoa’a HaKibbutzit).

## Położenie
Kibuc Newe Ur jest położony na wysokości 224 m p.p.m. w intensywnie użytkowanej rolniczo Dolinie Bet Sze’an, będącej częścią depresji Rowu Jordanu. Na północ od kibucu przepływa strumień Nachal Tawor, który ma swoje ujście w położonej około 1 km na wschodzie rzece Jordan. Rzeka Jordan stanowi granicę z Jordanią. Strumień Tawor jest uznawany za północną granicę Doliny Bet Sze’an. Dodatkowo w rejonie kibucu przepływają jeszcze strumienie Bidra, Ha-Jadid i Minta, których wody są wykorzystywane w rolnictwie i stawach hodowlanych. Na zachód od kibucu znajduje się stroma skarpa płaskowyżu Ramot Jissachar (280 m n.p.m.). Na najwyższym wzgórzu wznoszą się ruiny zamku Belvoir. W jego otoczeniu znajdują się kibuce Geszer, Sede Nachum i Bet ha-Szitta, moszawy Bet Josef i Jardena, wioska komunalna Moledet, oraz wioska beduińska At-Tajjiba. Po stronie jordańskiej jest miasto Asz-Szuna asz-Szamalijja i wioska al-Mansijah.
Newe Ur jest położony w Samorządzie Regionu Emek ha-Majanot, w Poddystrykcie Jezreel, w Dystrykcie Północnym Izraela.

## Demografia
W kibucu w większości mieszkają Żydzi, jednak nie wszyscy identyfikują się z judaizmem. Tutejsza populacja jest świecka:

## Historia
Pierwotnie w okolicy tej znajdowały się arabskie wioski Umm Sabuna, az-Zawija i al-Mazar. Pierwsza została wysiedlona i zniszczona 21 maja 1948 roku podczas I wojny izraelsko-arabskiej. Druga została zniszczona w dniach 15-18 maja 1948 roku. Trzecia została zniszczona 16 maja 1948 roku. Dużo wcześniej tutejsze grunty wykupiły od arabskich mieszkańców żydowskie organizacje syjonistyczne.
Po zakończeniu I wojny izraelsko-arabskiej władze izraelskie widziały konieczność stworzenia ciągłej linii obronnej wzdłuż rzeki Jordan. Wymagało to utworzenia linii posterunków wojskowych, których utrzymanie było łatwiejsze przy połączeniu z istniejącą w sąsiedztwie osadą rolniczą. Z tego powodu w marcu 1949 roku utworzono tutejszy kibuc. Początkowo osiedlili się w nim żydowscy imigranci z Iraku, którzy nadali mu nazwę Ur. Nazwa ta odnosiła się do starożytnego miasta Ur w Mezopotamii. Warunki życia były tutaj tak trudne, że osadnicy po krótkim czasie wyjechali. Zastąpiła ich grupa młodych wolontariuszy, jednak w 1951 doszło do wewnętrznego rozłamu na tle poglądów politycznych i część mieszkańców wyjechała. W 1952 roku do osiedla przybyła nowa grupa imigrantów pochodzących z Węgier i Polski. Byli to członkowie młodzieżowej organizacji syjonistycznej Ha-Noar Ha-Oved VeHaLomed. Zmieniono wówczas nazwę kibucu na obecną. W 1956 roku osada została podłączona do krajowej sieci elektrycznej, pomimo to przez cały czas przeżywała ona poważne trudności. Dopiero w 1965 roku powstała grupa stałych mieszkańców kibucu, co umożliwiło jego stabilny rozwój. Podczas wojny na wyczerpanie (1967–1970) kibuc był prawie codziennie ostrzeliwany przez jordańską artylerię. Zwłaszcza początek wojny był niezwykle trudny, ponieważ kibuc nie był jeszcze dobrze zorganizowany. Pracujący na polach robotnicy byli nieustannie narażeni na ataki i ostrzał terrorystów. Sytuacja wymusiła na mieszkańcach budowę schronów. Dzieci przez długi okres musiały stale spać w schronach. W kwietniu 1968 roku w pobliżu rzeki Jordan został ranny kierowca traktora. Pod koniec 1990 roku w kibucu osiedliła się grupa imigrantów z krajów byłego ZSRR. Podczas pierwszej Intifady, w kwietniu 1991 roku grupa palestyńskich terrorystów przeniknęła do kibucu, mordując jednego mieszkańca i raniąc drugą osobę. Pod koniec lat 90. XX wieku kibuc znalazł się w kryzysie finansowym, który wymusił przeprowadzenie w 2004 roku procesu prywatyzacji. Zachowano jednak kolektywną organizację instytucji kultury, edukacji i ochrony zdrowia.

## Kultura i sport
W kibucu jest ośrodek kultury z biblioteką, basen kąpielowy, sala sportowa z siłownią i korty tenisowe.

## Edukacja
Kibuc utrzymuje przedszkole. Starsze dzieci są dowożone do szkoły podstawowej do kibucu Chamadja i szkoły średniej w kibucu Newe Etan.

## Turystyka
Na pobliskiej górze, położonej około 3 km na zachód od kibucu, znajdują się ruiny twierdzy Belvoir, którą wybudowali w 1130 roku krzyżowcy. Dodatkową atrakcją jest rezerwat przyrody Nachal Tawor. Na terenie rezerwatu wytyczono piesze szlaki turystyczne. Aby uniknąć zniszczenia unikalnego krajobrazu wytyczono w rezerwacie tylko kilka dróg, które są dostępne dla samochodów terenowych.

## Gospodarka i infrastruktura
Gospodarka kibucu opiera się na intensywnym rolnictwie i sadownictwie. Uprawy rolne obejmują pszenicę, kukurydzę, groch, słonecznik, fasolę, pomidory, czosnek, pietruszkę, arbuzy i pomidory. W sadach uprawia się oliwki, banany, cytrusy, pomelo, cytryny, pomarańcze i grejpfruty. W tutejszej fermie drobiu hoduje się indyki i kury. Hoduje się także bydło mleczne oraz cielaki na mięso. Kibuc jest także znany ze stawów hodowlanych. Tutejsza odlewnia Ortal Diecasting specjalizuje się w precyzyjnych wyrobach odlewniczych z aluminium, magnezu i cynku dla przemysłu motoryzacyjnego w Europie. Firma Adom specjalizuje się w projektach graficznych, tworzeniu stron internetowych, fotografią cyfrową itp.. W kibucu jest przychodnia zdrowia z gabinetem stomatologicznym, pralnia, gabinet kosmetyczny, sklep wielobranżowy i warsztat mechaniczny.

## Transport
Z kibucu wyjeżdża się na zachód na drogę nr 90, którą jadąc na północ dojeżdża się do kibucu Geszer, lub jadąc na południe dojeżdża się do moszawów Bet Josef i Jardena.